# Küstenkraftwerk
Das Küstenkraftwerk ist ein in Kraft-Wärme-Kopplung betriebenes, modular aufgebautes Gasmotoren-Heizkraftwerk in Kiel. Es verfügt über 20 individuell regelbare Gasmotoren, besitzt eine Leistung von 190 MW elektrisch und 192 MW thermisch und liefert sowohl elektrische Energie als auch Fernwärme für rund 70.000 Kunden. Errichtet wurde es im Auftrag der Stadtwerke Kiel von Kraftanlagen München und ersetzt seit November 2019 das Gemeinschaftskraftwerk Kiel.

## Geschichte
Die Planungen begannen bereits 2007. Die Standortentscheidung wurde Ende 2012 getroffen. Im April 2013 entschlossen sich die Stadtwerke, kein konventionelles Gaskraftwerk zu bauen, sondern ein modulares Gasmotorenkraftwerk zu errichten. Die endgültige Investitionsentscheidung wurde im November 2016 getroffen. Die Baukosten wurden mit 290 Mio. Euro veranschlagt.
Die Motoren erreichten Anfang 2018 das Kraftwerksgelände und wurden anschließend nach und nach installiert und in den Probebetrieb genommen. Beim Bau kam es zu Verzögerungen, sodass die ursprünglich für April 2018 geplante Inbetriebnahme um ein Jahr verschoben werden musste. Zur Überbrückung dieses Zeitraumes wurde das Gemeinschaftskraftwerk Kiel ein Jahr länger als vorgesehen betrieben.
Am 1. August 2019 wurde bekannt, dass die auf der Maschinenhalle montierten Rückkühler an heißen Tagen keine ausreichende Kühlung für die Motoren gewährleisten können. Weil es Jahre dauern kann, bis ein neues Kühlkonzept installiert ist, erarbeiteten die Stadtwerke Kiel und ihr Generalunternehmer Kraftanlagen München GmbH eine Übergangslösung.
Am 28. November 2019 wurde die Anlage von den Stadtwerken Kiel abgenommen und nahm damit den kommerziellen Betrieb auf.

## Technik
Das Kraftwerk verfügt über insgesamt 20 erdgasbefeuerte Generatorsätze vom Typ Innio Jenbacher J920 FleXtra, die in zwei Maschinenhallen zu je zwei Motorengruppen mit je einem Schornstein gruppiert sind. Die Generatorsätze bestehen jeweils aus einem 20-Zylinder-Gasmotor, einem zweistufigen Turbolader sowie einem elektrischen Generator. Die Generatorsätze sind unabhängig voneinander regelbar und können binnen 5 Minuten aus dem Stillstand auf Nennleistung hochgefahren werden. Unter Volllast leisteten die Generatorsätze jeweils 9,5 MWel und 9,6 MWth. Der Wirkungsgrad der Motoren liegt bei 45 % elektrisch, zudem können 45 % Wärme ausgekoppelt werden, sodass der Brennstoffausnutzungsgrad bei bis zu 90 % liegt. Hingegen benötigte das kohlebefeuerte Gemeinschaftskraftwerk mindestens 4 Stunden für das Hochfahren auf Nennleistung. Durch die höhere Effizienz und Regelbarkeit des Küstenkraftwerks sowie den Umstieg auf den emissionsärmeren Brennstoff Erdgas wird mit einem Rückgang der Kohlenstoffdioxidemissionen um 70 % gerechnet. Eingespeist wird die elektrische Energie in das 110-kV-Verteilnetz der Stadtwerke Kiel Netz GmbH.
Ergänzt wird der Kraftwerksneubau durch einen Fernwärmespeicher und einer Power-to-Heat-Anlage, die durch Entkopplung von Stromerzeugung und Wärmeversorgung zusätzliche Flexibilität im Betrieb ermöglichen. Der Wärmespeicher verfügt über ein Fassungsvermögen von 30.000 Kubikmeter Wasser und ist in der Lage, 1500 MWh Wärmeenergie zu speichern, womit das Fernwärmenetz in Kiel bis ca. 8 Stunden lang unabhängig vom Kraftwerk versorgt werden kann. Der Elektrodenkessel verfügt über eine thermische Leistung von 35 MW und kann in Zeiten hoher Einspeisung von erneuerbaren Energien genutzt werden, um Stromüberschüsse aufzunehmen und gleichzeitig Wärme zu generieren.

## Betriebsweise

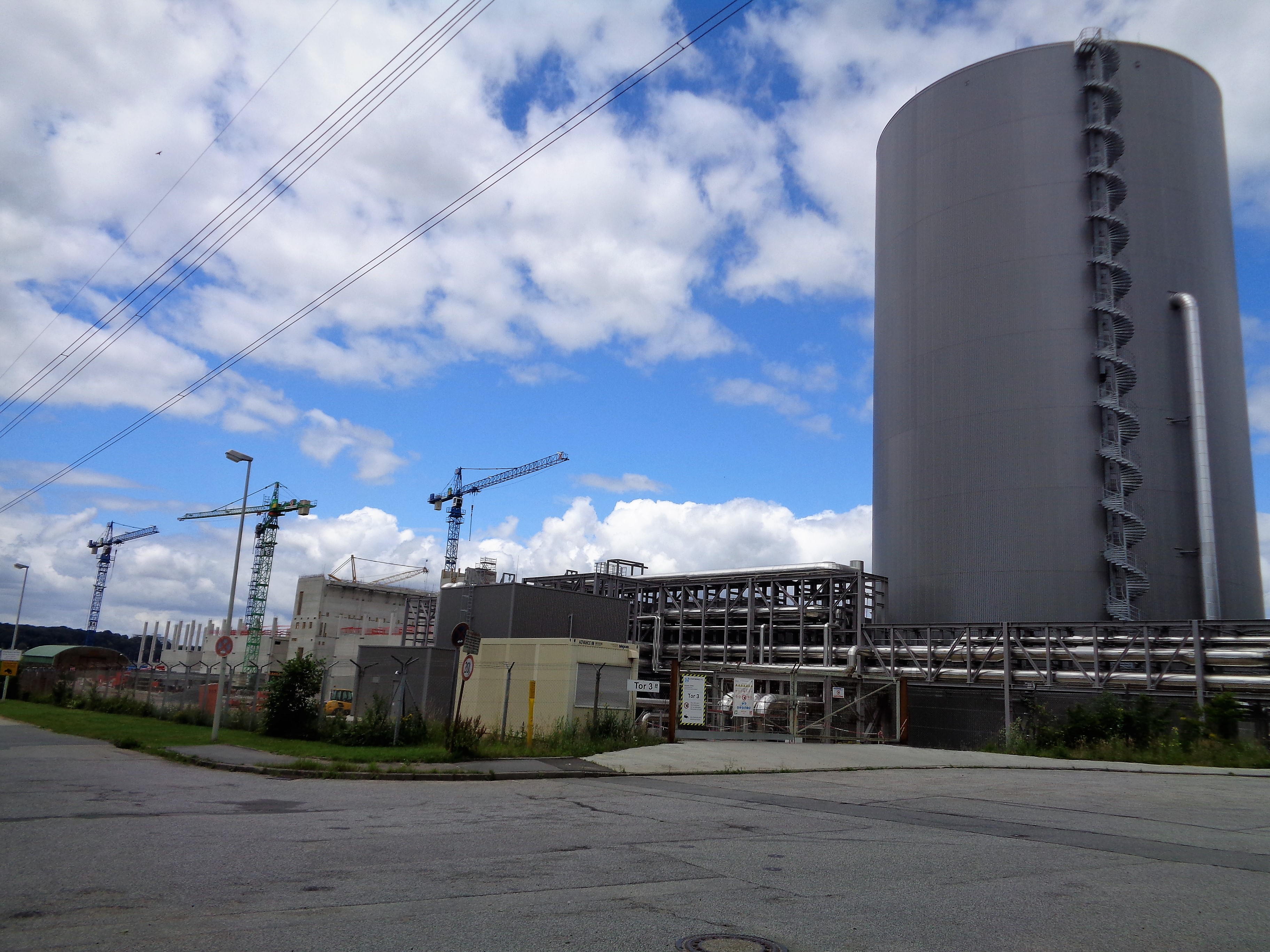
Fernwärmespeicher (rechts), links daneben die Baustelle des Kraftwerks

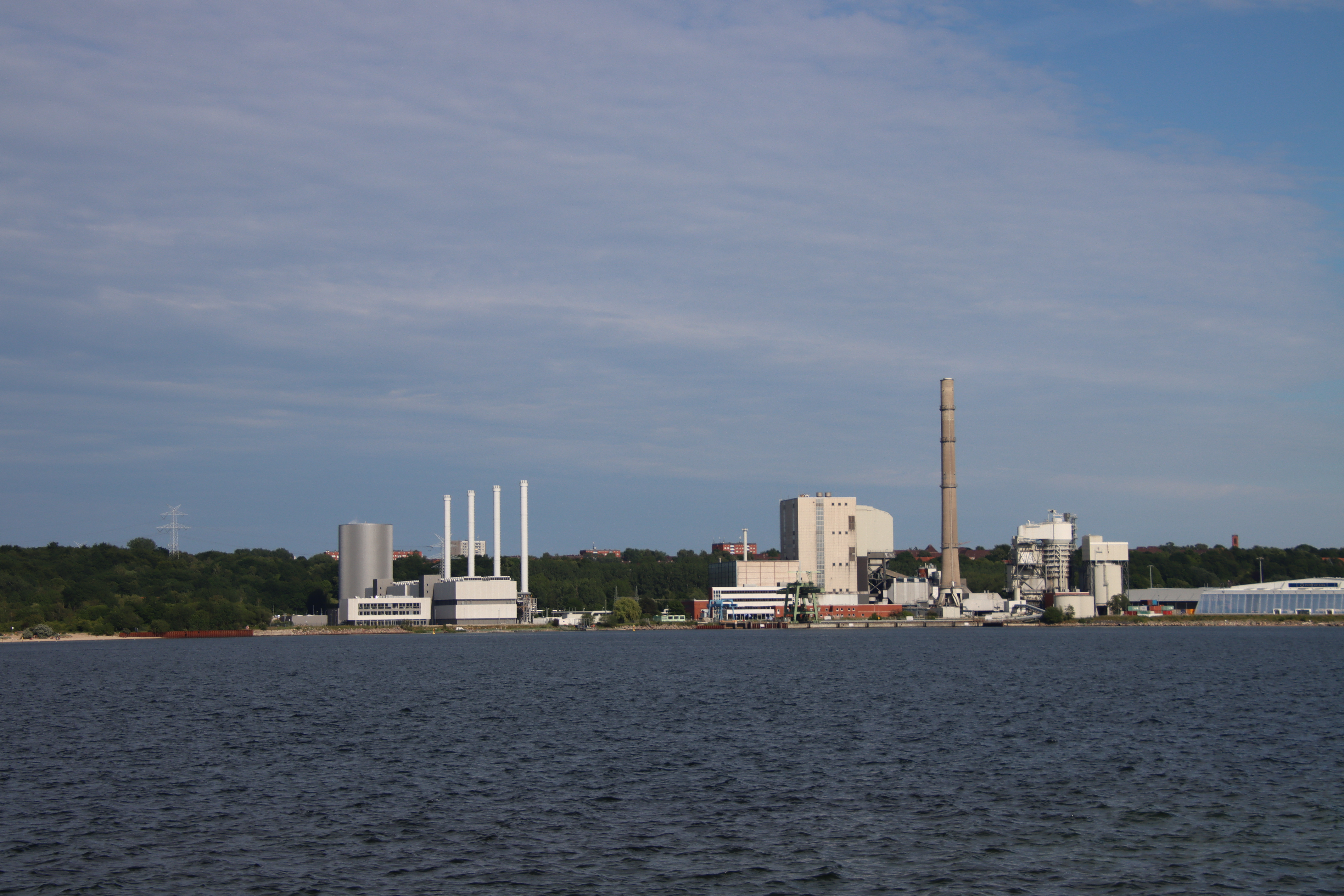
Küstenkraftwerk links, und das ältere Gemeinschaftskraftwerk Kiel rechts

Durch die Kombination von 20 individuell regelbaren Gasmotoren, Wärmespeicher und Power-to-Heat-Anlage ist das Kraftwerk in der Lage, flexibel auf unterschiedliche Marktsituationen zu reagieren. So können die Gasmotoren in Verbindung mit dem Wärmespeicher sowohl stromgeführt als auch wärmegeführt betrieben werden, während die Kombination aus Wärmespeicher und Power-to-Heat-Anlage auch die Wärmeproduktion bzw. Wärmeversorgung des Fernwärmenetzes ohne Einsatz der Gasmotoren ermöglicht. Beispielsweise können in kalten windarmen Wintertagen die Gasmotoren Strom und Wärme liefern. Hingegen können an Wintertagen mit hoher Windstromeinspeisung und dementsprechend geringer Stromnachfrage die Gasmotoren stillstehen, während der Power-to-Heat-Kessel regenerative Stromüberschüsse netzdienlich aus dem Stromnetz ziehen kann, um sie im Wärmesektor zu nutzen (sog. Sektorenkopplung). Die Wärmeversorgung wird in diesem Fall über die Power-to-Heat-Anlage sowie den Wärmespeicher sichergestellt.
Die kurze Inbetriebnahmezeit von ca. 5 Minuten von Stillstand bis Nennleistung ermöglicht zugleich den Einsatz als Spitzenlastkraftwerk und damit der Bereitstellung von Regelleistung. Wird nur Strom benötigt, aber keine Wärme oder nur wenig Wärme, wie z. B. im Sommer, dann kann die Wärme im Wärmespeicher zwischengespeichert werden und die Warmwasserversorgung der Haushalte im Sommerbetrieb unterstützen. Die Fernwärmegrundlast liefert im Sommer jedoch das Müllheizkraftwerk Kiel.